# Michele Wrightson
Michele Wrightson, también conocida como Michele Brand, fue una artista estadounidense que trabajó en la industria del cómic. Se dedicó al dibujo de cómics underground y más adelante se hizo famosa como colorista. Fue colaboradora clave del primer cómic underground exclusivamente femenino, It Ain't Me, Babe, así como de su serie posterior, Wimmen's Comix.

## Biografía
Michele Robinson creció en Nueva Orleans, donde sus padres eran profesores de la Universidad de Tulane.
En 1966, ella y su esposo Roger Brand se mudaron de Oakland, California, a la ciudad de Nueva York, específicamente para incursionar en el negocio del cómic. Roger Brand comenzó a trabajar para Wally Wood y Bill Pearson en Witzend y otros proyectos. Michele ayudó a Gil Kane en His Name is Savage #1 (Adventure House Press, 1968). A finales de la década de 1960, la pareja regresó al área de la Bahía de San Francisco.
El primer crédito de Michele en un cómic fue en el innovador one-shot exclusivamente femenino It Ain't Me, Babe (Last Gasp, 1970), con la historia "Tirade Funnies". Más tarde se convirtió en colaboradora de la serie de seguimiento Wimmen's Comix, así como de antologías como Arcade. Ella y su marido formaban parte del grupo de dibujantes que formaron el United Cartoon Workers of America, un sindicato informal diseñado para salvaguardar los derechos de los creadores.
Alrededor de 1974, durante la crisis del mercado del cómic underground, se mudó a la ciudad de Nueva York y comenzó a trabajar en la industria del cómic mainstream, principalmente como colorista. Una de sus últimas contribuciones (proto)underground fue a Big Apple Comix de Flo Steinberg, publicada en 1975. Trabajó para Marvel Comics (haciendo separaciones de color para Marvel UK ) y Warren Publishing entre 1974 y 1975, y para Heavy Metal en 1977, y luego se tomó un tiempo libre para casarse con Bernie Wrightson y criar a sus hijos.
Regresó a colorear cómics a mediados de la década de 1980, trabajando para Marvel, Eclipse Comics y DC Comics durante el resto de esa década. Trabajó a menudo en proyectos ilustrados por Bernie Wrightson, incluidos Heavy Metal #65–70 (HM Communications, Inc., 1977), Stephen King's Creepshow (Plume/Penguin Group, 1982) y The Weird (DC Comics, 1988). Coloreó muchos títulos publicados por el sello DC Milestone Media durante su funcionamiento (1993-1997), principalmente Blood Syndicate.
No tuvo ninguna acreditación significativa en cómics después de 1997.

## Vida personal
Ella y Roger Brand vivieron en San Francisco a finales de los años 1960 y principios de los 1970, en un momento dado viviendo al otro lado de la calle de su colega dibujante underground Larry Todd.
Ella y Brand se divorciaron alrededor de 1974.[cita requerida] Se casó con Bernie Wrightson algún tiempo después; juntos tuvieron dos hijos, llamados John y Jeffrey. Ella y Wrightson habían estado divorciados durante algún tiempo antes de su muerte.